# Косичкін Віктор Іванович
Косичкін Віктор Іванович (рос. Косичкин Виктор Иванович; нар. 25 лютого 1938, село Ложки, Рязанська область — пом. 30 березня 2012, Москва) — радянський ковзаняр, чемпіон і призер Олімпійських ігор.

## Ранні роки
Віктор Косичкін народився в бідній багатодітній селянській родині. Його батько служив в Червоній Армії під час радянсько-фінської війни і війни проти гітлерівської Німеччини, повернувся додому після лікування в військовому госпіталі в 1947 році. Невдовзі після цього сім'я Косичкіних переїхала до Москви. Віктор після закінчення семирічки влаштувався на автобазу учнем токаря і виступав за підприємство на різних спортивних змаганнях. У 18 років почав займатися ковзанярським спортом.

## Спортивна кар'єра
Косичкін дуже швидко прогресував і в 1958 році виконав норматив 1-го розряду в багатоборстві. На чемпіонаті СРСР 1958 Косичкін показав кращий час на дистанції 5000 м. В 1959 році Косичкін вже входив до складу збірної СРСР і на чемпіонаті Європи був другим на дистанції 5000 м, а на чемпіонаті світу — третім на дистанції 10000 м.
На чемпіонаті світу 1960 Косичкін був п'ятим в загальному заліку, зайнявши друге місце на дистанції 10000 м і третє на 5000 м, і їхав на Зимові Олімпійські ігри 1960 з твердим наміром стати чемпіоном.
Забіг на 5000 м на Олімпіаді відбувався 25 лютого в день народження Косичкіна, і Віктору випав жереб бігти після фаворита норвежця Кнута Йоганнесена, який показав час 8:00,8, в одній парі з нідерландським ковзанярем Яном Песман, якого Косичкін найбільше остерігався. Зі старту Косичкін обрав дуже швидкий темп. Песман довго не поступався супернику, та все ж не витримав і в результаті показав лише третій час, а Косичкін, випередивши Йоганнесена на 9 секунд, став олімпійським чемпіоном.
Через два дні в забігу на дистанції 10000 м Косичкін знов біг після Кнута Йоганнесена, який лідирував, встановивши новий світовий рекорд 15:46,6, і довго не поступався графіку норвежця, та все ж фінішував гірше, з часом 15:49,2 зайнявши друге місце.
В 1961 році на чемпіонаті Європи Косичкін став чемпіоном, а на чемпіонаті світу був другим. В 1962 році чемпіонат світу проходив в Москві на Великій спортивній арені Лужники, і в присутності 100 тисяч співвітчизників Косичкін став абсолютним чемпіоном.
Косичкін наполегливо готувався до виступу на Олімпійських іграх 1964 і націлювався на нагороди, але не ввійшов до числа призерів. В 1964 році він став другим на чемпіонаті світу, а в 1965 — третім на чемпіонаті Європи, після чого завершив спортивну кар'єру і став спортивним функціонером Московської міськради ДСТ Динамо.

### Виступи на Олімпіадах
| Олімпіада       | Дисципліна | Місце |
| --------------- | ---------- | ----- |
| Скво-Веллі 1960 | 5000 м     | 1     |
| Скво-Веллі 1960 | 10000 м    | 2     |
| Інсбрук 1964    | 5000 м     | 4     |
| Інсбрук 1964    | 1000 м     | 6     |